# 石丸 (高岡市)
石丸（いしまる）は、富山県高岡市の町名である。人口は0人で世帯数は0世帯。富山新港と結び付いた工業地帯が広がっている。

## 概要
高岡市の東端にあたる町である。富山新港建設により、工業地帯となった地域である。ほぼ全域が工業用地であるため、町内に居住者はいない（ただし、1930年時点では戸数2で、18人が居住していた）。

## 地理
射水平野にあり、北側で海に面している。

## 歴史
近世は射水郡大袋荘のうち、加賀藩領。1889年より牧野村に所属。その後高岡市と合併した1942年により新湊石丸に改称し、1951年1月に牧野村に復帰したため現名称に改名し、同年4月に再び高岡市に属する事になり、現在に至っている。

## 経済
- 富山新港

### 工場
- 伏木海陸運送
- 日本通運
- テクノメタル
- 富山住友電工

## 世帯数と人口
2022年（令和4年）3月31日現在の世帯数と人口は以下の通りである。
| 町丁 | 世帯数 | 人口 |
| ---- | ------ | ---- |
| 石丸 | 0世帯  | 0人  |

## 小・中学校の校区
市立小・中学校に通う場合、校区は以下の通りとなる。
| 番地 | 小学校             | 中学校             |
| ---- | ------------------ | ------------------ |
| 全域 | 高岡市立牧野小学校 | 高岡市立牧野中学校 |

## 交通

### 鉄道
鉄道駅はないが、万葉線の中新湊駅から徒歩15分（約1.0km）ほどで当町までいける。

### 道路
- 富山県道235号片口牧野線

## 参考出典
- 平凡社地方資料センター 編『富山県の地名 日本歴史地名大系 第16巻』平凡社、1994年。ISBN 4582910084。